# Marmosops magdalenae
Marmosops magdalenae és una espècie de didelfimorf de la família dels didèlfids. És endèmic del nord de Colòmbia, on viu a altituds d'entre 104 i 1.940 msnm. Té una llargada de cap a gropa de 99–106 mm, la cua de 125–132 mm, els peus de 17–18 mm i les orelles de 18–19 mm. El seu nom específic, magdalenae, significa ‘del Magdalena’ en llatí. Com que fou descoberta fa poc, l'estat de conservació d'aquesta espècie encara no ha estat avaluat formalment.